# 저밀도 폴리에틸렌

저밀도 폴리에틸렌(Low-density polyethylene, LDPE)은 단량체 에틸렌으로 만들어진 열가소성 플라스틱이다. 2013년 전 세계 LDPE 시장 규모는 약 330억 달러에 달했다.

## 같이 보기
- 고밀도 폴리에틸렌
- 선형 저밀도 폴리에틸렌
- 폴리에틸렌 테레프탈레이트
- 초고분자량 폴리에틸렌